# سداسي فلوروألومينات الصوديوم
سداسي فلوروألومينات الصوديوم هو مركب كيميائي صيغتع Na3AlF6، ويوجد على شكل بلورات بيضاء، وهو يوجد طبيعياً في معدن الكريوليت.

## التحضير
يحضر المركب من تفاعل أكسيد الألومنيوم مع هيدروكسيد الصوديوم بوجود حمض الهيدروفلوريك أو حمض سداسي فلورو السيليسيك.
{\displaystyle {\ce {6 NaOH + Al2O3 + 12 HF -> 2 Na3AlF6 + 9 H2O}}}

## الخواص
يوجد المركب في الشروط القياسية على شكل صلب بلوري أبيض اللون، وهو ضعيف الانحلالية في الماء.

## الاستخدامات
يستخدم المركب بشكل أساسي في عملية إنتاج فلز الألومنيوم التعدينية؛ كما يستخدم في تركيب المبيدات الحشرية وفي صناعة الزجاج.